# 约阿尼纳的阿里帕夏
台佩萊納的阿里帕夏（土耳其語：Tepedelenli Ali Paşa，1741年—1822年1月24日），又名约阿尼纳的阿里帕夏（希臘語：Αλή Πασάς των Ιωαννίνων），是19世紀初奧斯曼帝國時期魯米利亞地區西部的一位帕夏，約阿尼納帕夏國及希腊本土大部分地区的实际統治者，統治中心位於約阿尼納。綽號「約阿尼納之獅」。
阿里帕夏本僅為奧斯曼帝國境內一小地方武力統治者，於1787年開始，透過奧斯曼帝國的幫助，開始統治約阿尼納地區（位於今阿爾巴尼亞南部大部分地區），並在隨後陸續擴充勢力。專橫且大力擴張軍備的他，受到奧斯曼帝國蘇丹的注意與防備。1820年，奧斯曼蘇丹要求他回土耳其述職，不過此舉遭阿里帕夏拒絕。他糾集希臘各處勢力武力反抗奧斯曼帝國，並持續了三年。後來中計，被奧斯曼人誘殺，時年80歲。
阿里有三個兒子：穆赫塔爾帕夏（Muhtar Pasha，於1809年俄土戰爭中為奧斯曼帝國服役）、摩里亞的韋利帕夏（Veli Pasha）和發羅拉的薩利赫帕夏（Salih Pasha）。

## 早年生涯
阿里於1740年出生在今阿爾巴尼亞特佩雷尼區特佩雷尼鎮附近克里蘇拉山口貝奇什特村（Beçisht）的一個有力家族裡。他是托斯克（Tosk）部族的成員，其祖先在一段時間內為貝奇什特的世襲貝伊。阿里的父親韋利（Veli）是一位貝伊（並且可能是一個退休的土耳其新軍）。關於他家族的發源，研究阿爾巴尼亞的專家罗伯特·埃尔西認為來自安那托利亞的一個土耳其家族。然而這卻被駁斥了，因為有證據證明阿里的家族來自阿爾巴尼亞南部地區。阿里的父親韋利在他14歲的時候被臨近的敵對部族酋長所謀殺，酋長隨後佔領了托斯克部族的地區。在他父親死後，他的家族就喪失了大部分政治實力和財產。1758年，他母親哈姆科（Chamko）組織了一個山賊團，用自己兇狠和不屈不撓地行為，激勵著阿里的復仇心和恢復家族所失去的財富的欲望。根據拜倫的說法：「阿里在父親死後繼承了6個迪拉姆和一把滑膛槍……他聚集了一小撮父親的追隨者並自封為首領，從一個村莊到另一個村莊積累錢財並增強實力，最後發現自己是阿爾巴尼亞一個非常有實力的組織的首領。」
阿里成為了一個著名的匪幫首領並且引起了土耳其統治者的注意。土耳其統治者賦予其鎮壓匪幫攔路搶劫者的權力。阿里常常打著為「蘇丹和帝國」而戰的旗號，作戰勇敢，尤其是在鎮壓著名的帕兹万特奥卢叛亂中。他被介紹加入土耳其新軍，深深受到了新軍紀律的影響。隨後在鎮壓斯庫台地區的叛亂有功，被授予「埃里博兹帕夏」的稱號。1768年，阿里同富有的德維納帕夏的女兒結婚，並同他結盟。
阿里在土耳其的軍階不斷上升，成為陸軍中尉和魯米利亞的帕夏。1787年奧土戰爭期間供職於巴納特的軍中，同年被授予蒂尔哈拉作為帕夏領地。1788年，阿里成為約阿尼納的主人，將大部分匪幫置於自己的掌控之下。此後的33年間，約阿尼納成為阿里的根據地。阿里利用了奧斯曼帝國政府在當地的弱勢不斷擴張自己的領地。最後，他控制了阿爾巴尼亞的大部分地區、希臘西部和伯羅奔尼撒，並有哈桑·德爾維希（Hasan Dervishi）、梅乔·博诺（Meço Bono）、阿戈·米西爾達利（Ago Myhyrdari）、薩納西斯·瓦伊亞斯（Thanasis Vagias）、韋利·蓋伽（Veli Gega，被安東尼斯·卡燦托尼斯謀殺）和塔希爾·阿巴齊（Tahir Abazi）等親信的輔佐。由於他的突出事蹟，許多西方著名人物將他與同時期的拿破崙·波拿巴相比，稱呼他為「穆罕默德·波拿巴」（Mahometan Buonaparte）。

## 統治者阿里帕夏

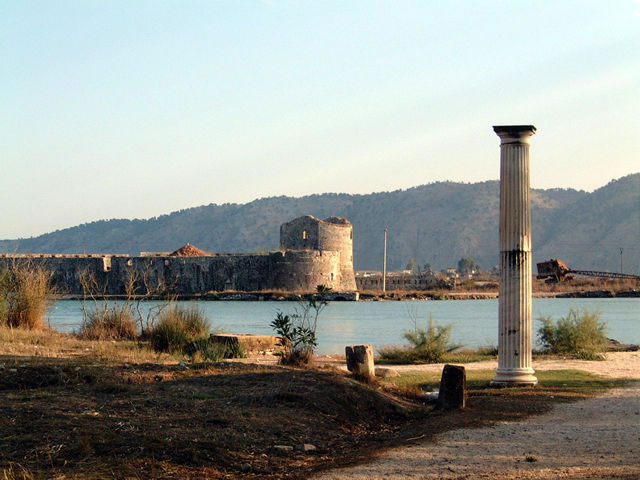
位於阿爾巴尼亞南部布特林特的防禦工事，建於阿里帕夏統治期間

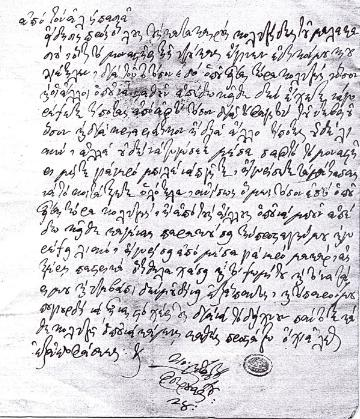
1810年阿里帕夏的詔令，用希臘白話文寫成。阿里帕夏完全使用希臘語處理治下事務

在阿里帕夏統治的早年以警覺而出名，他立即成為阿爾巴尼亞穆斯林中的著名人物，且控制著阿爾巴尼亞新軍中最大的一個營。阿里帕夏同時堅持蘇非主義拜克塔什教团的信仰。阿里帕夏也在斋月裡禁食。作為約阿尼納的統治者，阿里帕夏的政策幾乎是以權宜之計統治該地區；他作為一個半獨立的獨裁者經營這片土地，並務實地同對他當前有利的勢力結盟。事實上，正是阿里帕夏和他的軍隊、雇傭兵征服了獨立的蘇利地區。
阿里帕夏希望建立一個能夠控制地中海海上霸權的政權，這同阿爾及爾的戴伊（行政長官）勢力發生衝突。為了獲得以威尼斯為主的阿爾巴尼亞海岸的一個海港，阿里同法國皇帝拿破崙一世結盟，拿破崙一世派遣弗朗索瓦·普凯维尔為約阿尼納的軍事顧問。在提爾西特條約之後，拿破崙將瓦解奧斯曼帝國的任務交給了俄國沙皇，阿里於1807年倒戈並同英國結盟，並由理查德·丘奇爵士簽訂了詳細的條約。作為權宜之計，阿里的行為受到了奧斯曼朝廷的允許，——當時奧斯曼朝廷實力較為弱小，沒有實力將阿里驅逐，因此認為將阿里視為敵人，不如將阿里視為半個盟友更好。
英國詩人拜倫於1809年拜訪了阿里帕夏在約阿尼納的宮廷，並在其詩作Childe Harold's Pilgrimage中記錄了其所見所聞。明顯拜倫對阿里帕夏這位獨裁者懷有複雜的情感。在這首詩中，描述了阿里宮廷的華麗和阿里所鼓勵的古希臘文化在約阿尼納的復興。拜倫描述道：約阿尼納比起其他的希臘城市「極度地富有、精美和博學」。在一封寫給母親的信中，拜倫痛惜阿里的殘忍：「殿下是一位無情的暴君，犯有最可怕的罪行，非常勇敢，是一位被其他人稱為『穆罕默德·波拿巴』的優秀將軍，……他的殘暴就像他的成功一樣，炙烤著叛軍，等等等等……」
來自西方國家的訪問者，包括拜倫勳爵、沃東庫爾男爵和諾斯勳爵，都談論道了阿里帕夏的性取向，並有著不同的說法。這些人寫道，在阿里的後宮裡，養著一大群男人，其數量與宮中的女人相近。這些資料可能僅僅反映的是當時歐洲人對東方人一種想像，而不能說明阿里帕夏的雙性戀性取向。
一種觀點認為，阿里帕夏「是一位殘忍而且無信的暴君；他不是土耳其人而是阿爾巴尼亞人；對於蘇丹（馬哈茂德二世）來說，他是一個叛亂者，間接地也是蘇丹敵人的朋友」。在他統治期間，一直同侯赛因·格拉达什切维奇、穆罕默德·阿里帕夏和易卜拉欣帕夏保持著密切的聯繫。

### 對現代希臘啟蒙的影響
雖然阿里帕夏的母語是阿爾巴尼亞語，但在他控制的區域中主要的通用語言是希臘語，因此他使用希臘語處理所有治下事務。其結果是一部分的希臘本地人對他的統治表示同情。.一些來做生意的希臘僑民資助了當地的教育事業，出現了出現了新的教育機會。正如歷史學家道格拉斯·戴金所寫的：
[阿里]豐富多彩的事業屬於希臘歷史和土耳其歷史。他的宮廷是希臘的，並且曾成為希臘文藝復興的中心。

### 暴行

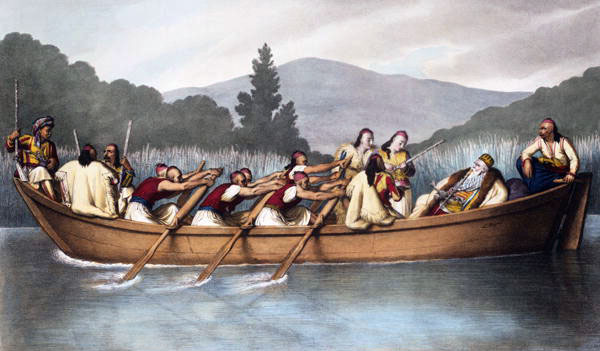
狩獵於湖上的阿里帕夏（路易·迪普雷，1825年）

阿里帕夏的暴行在其所征服的地區臭名昭著，在當地的民歌和詩歌中有所描述。四十年前，在阿里的父親韋利貝伊被謀殺以後，他的母親哈姆科受到了許多冤屈，遭到阿爾巴尼亞的Gardihiq和Hormova兩個地區的人的迫害。（根據當地故事，阿里的母親同女兒一起被關進牢房，夜夜遭到不同人的輪奸和折磨。）後來，阿里將肇事者的739名男性後裔處死以報復。1808年，阿里帕夏手下的司令米許達爾（Mühürdar）指揮新軍，俘虜了其最大敵人、希臘山賊卡燦托尼斯。阿里將他在大庭廣眾之下用大錘擊碎骨頭而死。其中一個臭名昭著的罪行是，阿里在約阿尼納隨意選擇出年輕的希臘少女並進行大規模屠殺。這些人在沒有任何證據下，以淫婦的罪名，被綁在麻袋裡，沉入帕姆沃提斯湖中。阿羅蒙人的民謠中控訴了阿里帕夏軍隊的殘暴行徑。
1798年，阿里的軍隊襲擊了由法國軍隊和希臘本地人駐守的沿海小鎮普雷韋扎。小鎮最終被攻下的時候，出於對當地居民抵抗的報復，阿里的軍隊對該鎮進行了大規模屠殺。此外，他的軍隊在19世紀初期完全摧毀了曾一度繁榮的文化中心莫斯科波萊（位於今阿爾巴尼亞的東南部），導致了當地的阿羅蒙人逃離了這個地區。

## 垮臺

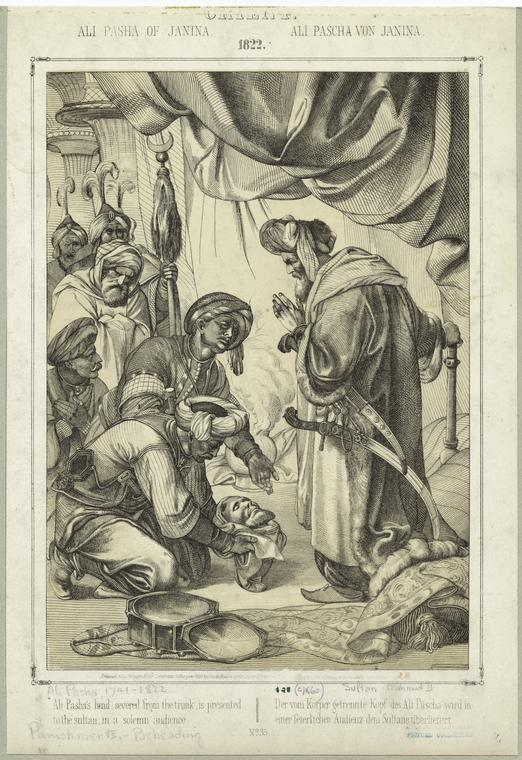
阿里帕夏的首級被獻給馬哈茂德二世蘇丹

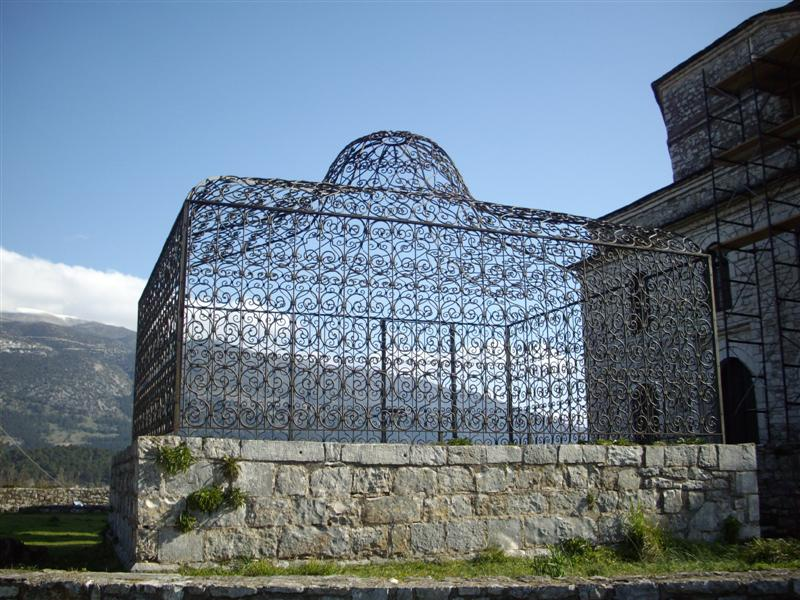
位於約阿尼納的阿里帕夏墳墓

據稱阿里在1820年下來暗殺在伊斯坦布爾的政治對手加斯科貝伊（Gaskho Bey）。為了重建樸特的權威，馬哈茂德二世蘇丹趁機解除了阿里帕夏的職務，要求他回到首都述職。
阿里帕夏拒絕辭去官職，並聯合了魯米利亞地區的其他帕夏，發兵抵抗蘇丹的軍隊。胡爾希德帕夏率領二萬土耳其軍隊進攻，阿里帕夏的軍隊雖然規模小，但相當強悍。1820年12月4日，蘇利人組織了3000人，同阿里帕夏結盟，共同對抗奧斯曼帝國。阿里帕夏獲得蘇利人的支持主要是因為他允許歸還蘇利人的土地，此外還因為對阿里帕夏「同為阿爾巴尼亞人」的呼籲的共鳴。起初，聯盟成功控制了該地區的大部分，但在阿爾巴尼亞穆斯林於摩里亞發動叛亂時被終止了。
阿里反對蘇丹的叛亂使希臘軍事的成分增多，而這些軍隊是由蘇丹所雇傭的。據說他曾使流亡到伊奧尼亞群島的山賊和蘇利人置於自己管轄之下並反抗蘇丹的統治。然而，他害怕山賊會使他在奧斯曼土耳其人來臨之前擊敗自己。
在兩年的戰爭之後，1822年1月，奧斯曼軍隊來到了阿里帕夏的避難所——位於帕姆沃提斯湖中群島上的圣潘代莱蒙修道院，欺騙他說蘇丹將給予他完全的赦免。阿里帕夏上當了，但當他被要求投降後接受斬首時，阿里帕夏發表了其著名的宣言：「我的頭顱……絕不會投降，成為一個奴隸的頭顱。」他持續戰鬥到底，最後子彈射穿了房間的地板，他的首級隨即被砍了下來送給蘇丹。阿里帕夏於1822年2月5日死去，時年80歲。
胡爾希德將他的首級放在一個巨大的銀制盤子中，舉起來接受了他，在它面前鞠了三次躬，恭敬地親吻了他的鬍子，大聲地祝願自己有一個類似的結果。阿里的勇氣激發了這些人如此程度的讚賞，使他們忘卻了他的罪行。
人們以崇高的榮譽將阿里帕夏的遺體葬于一座位於約阿尼納的主要清真寺旁的巨大墳墓裡，這座墳墓至今猶存。儘管阿里統治殘暴，村民們依然向阿里作最後的祝願：「從來沒有見過比這個好戰的伊庇魯斯人規模更龐大的送葬隊伍。」
如今，阿里帕夏遇害的修道院是當地著名的觀光景點，子彈造成的穿孔至今猶存。修道院中有一個關於他的博物館，館中的展品包括了他的一些私人財產。

## 文學作品中的阿里帕夏
19世紀初，阿里的個人民謠歌手哈奇·谢克雷蒂（Haxhi Shekreti）創作了詩作Alipashiad。該詩以希臘文寫成，這是因為希臘文是當時當地最為流通的語言，使用這種語言更能提高主人的聲望。Alipashiad與當時其他以穆斯林角度的文學作品有著很大的不同。
在大仲馬的小說《基督山伯爵》裡，阿里帕夏的垮臺是由於法國軍官費爾南·蒙德哥（Fernand Mondego）的背信棄義。阿里帕夏未發覺他的背叛，將妻子和女兒交給了蒙德哥保護，但最終蒙德哥將她們當作奴隸賣掉。後來基督山伯爵收留了阿里帕夏的女兒海蒂（Haydée），並在巴黎出庭作證，為阿里帕夏報了仇。
阿里帕夏也是約卡伊的匈牙利語小說Janicsárok végnapjai（新軍的末日）中的主要人物，這部小說於1897年被R.Nisbet Bain翻譯成英語，其標題為The Lion of Janina（約阿尼納之獅）。

## 腳註
1. ↑   (PDF).   [2011-01-07]. （原始内容存档 (PDF)于2018-10-07）.
2. ↑  Sellheim, R. . BRILL. 1992: 303  [21 October 2010]. ISBN 9789004096516.
3. ↑  .   [2010-08-25]. （原始内容存档于2011-07-31）.
4. ↑  Fishta, Gjergj; Robert Elsie & Janice Mathie-Heck (trans.). . London: I.B.Tauris. 2005: 402  [2010-08-26]. ISBN 978-1845111182. Lion of Janina, was born of a Turkish family from Asia Minor.
5. ↑  Ahmet Uzun.Ο Αλή Πασάς ο Τεπελενλής και η περιουσία του. （页面存档备份，存于）. [Ali Pasha from Tepeleni and his fortune] (Greek), p. 3: "Εξαιτίας της μοναδικότητας του ονόματος μιας οικογένειας που μετανάστευσε από την Ανατολία στη Ρούμελη και εγκαταστάθηκε στο Τεπελένι, υπάρχουν ισχυρισμοί που τον θέλουν Τούρκο. Εντούτοις οι ισχυρισμοί αυτοί είναι αβάσιμοι αφού στην πραγματικότητα είναι αποδεδειγμένο ότι καταγόταν από τη νότια Αλβανία."
6. ↑  Universiteti Shtetëror i Tiranës, Instituti i Historisë. . Studime Historike. 1987, 41: 140  [2010-08-17].
7. ↑  .   [2011-01-07]. （原始内容存档于2012-03-02）.
8. ↑  Sakellariou pp. 250-251
9. ↑  Lord Byron's Correspondence; John Murray, editor.
10. ↑  Vaudoncourt, Guillaume de Memoirs on the Ionian Islands ... : including the life and character of Ali Pacha. London: Baldwin, Cradock and Joy, 1816
11. ↑  Murray, Stephen O. & Roscoe, Will (1997) Islamic Homosexualities: culture, history, and literature, NYU Press
12. ↑  The Ottoman Power in Europe by Edward Augustus Freeman
13. 1 2  Fleming (1999): p. 63.
14. 1 2  Fleming (1999): p. 64.
15. ↑  Merry, Bruce. Encyclopedia of Modern Greek Literature. Greenwood Publishing Group, 2004. ISBN 978-0-313-30813-0, p. 231.
16. ↑  Fleming (1999): p. 168.
17. ↑  Fleming (1999): p. 99.
18. ↑  Winnifrith, Tom. Vlachs: the history of a Balkan people. Duckworth, 1987, ISBN 978-0-7156-2135-6, p. 130.
19. ↑  Fleming, Katherine Elizabeth. . Princeton University Press. 1999: 59  [19 October 2010]. ISBN 9780691001944.
20. ↑  Fleming, Katherine Elizabeth. . Princeton University Press. 1999: 63  [19 October 2010]. ISBN 9780691001944.
21. ↑  Victor Roudometof; Roland Robertson, , Greenwood Publishing Group, 2001: 25, 2001, ISBN 9780313319495
22. ↑  John S. Koliopoulos  Brigands with a Cause, p. 40
23. 1 2 3  Ali Pacha: Celebrated Crimes （页面存档备份，存于） by Alexandre Dumas, père
24. ↑  （希腊文）Νήσος Ιωαννίνων. . 2009  [November 12, 2009]. （原始内容存档于2009-11-03）.
25. ↑  Ruches, Pyrrhus J., ed. . Chicago: Argonaut. 1967: 123.
26. ↑  Tziovas, Dēmētrēs. . Ashgate Publishing, Ltd. 2003: 5. ISBN 9780754609988.

## 相關資料
- "Ali Pasa Tepelenë." Encyclopædia Britannica (2005)
- "Ali Pasha (1744? – 1822)". The Columbia Encyclopedia (2004).
- Ellingham et al. Rough Guide to Greece, (2000)
- Fleming, Katherine Elizabeth. The Muslim Bonaparte: diplomacy and orientalism in Ali Pasha's Greece. Princeton University Press, 1999. ISBN 978-0-691-00194-4.
- Koliopoulos, John S. (1987) Brigands with a Cause, Brigandage and Irredentism in Modern Greece 1821-1912. Clarendon Press, Oxford. ISBN 978-0-19-822863-9
- Sakellariou, M. V. . Ekdotike Athenon. 1997. ISBN 9602133716.

## 延伸閱讀
- Brøndsted, Peter Oluf, Interviews with Ali Pacha; edited by Jacob Isager, (Athens, 1998)
- Davenport, The Life of Ali Pasha, (London, 1837)
- Dumas père, Alexandre, Ali Pacha, Celebrated Crimes （页面存档备份，存于）
- Fauriel, Claude Charles: Die Sulioten und ihre Kriege mit Ali Pascha von Janina, (Breslau, 1834)
- Jóka, Mór: Janicsárok végnapjai, Pest, 1854. (in English: Maurus Jókai: The Lion of Janina, translated by R. Nisbet Bain, 1897).
- Manzour, Ibrahim, Mémoires sur la Grèce et l'Albanie pendant le gouvernement d'Ali Pacha, (Paris, 1827)
- Pouqueville, François, Voyage en Morée, à Constantinople, en Albanie, et dans plusieurs autres  parties de l'Empire Ottoman (Paris, 1805, 3 vol. in-8°), translated in English, German, Greek, Italian, Swedish, etc. available on line at Gallica
- Pouqueville, François, Travels in Epirus, Albania, Macedonia, and Thessaly (London: printed for Sir Richard Phillips and Co, 1820), an English denatured and truncated edition available on line （页面存档备份，存于）
- Pouqueville, François,  Voyage en Grèce (Paris, 1820–1822, 5 vol. in-8° ; 20 édit., 1826–1827, 6 vol. in-8°), his capital work
- Pouqueville, François, Histoire de la régénération de la Grèce (Paris, 1824, 4 vol. in-8°), translated in many languages. French original edition available on Google books
- Pouqueville, François, Notice sur la fin tragique d’Ali-Tébélen (Paris 1822, in-8°)
- Skiotis, Dennis N., "From Bandit to Pasha: first steps in the rise to power of Ali of Tepelen, 1750-1784", International Journal of Middle East Studies 2: 3: 219-244 (July, 1971)at JSTOR
- Vaudoncourt, Guillaume de Memoirs on the Ionian Islands ... : including the life and character of Ali Pacha. London: Baldwin, Cradock and Joy, 1816